# 內爾河 (瓦爾塔河支流)
52°08′29″N 18°41′20″E / 52.1413°N 18.6888°E

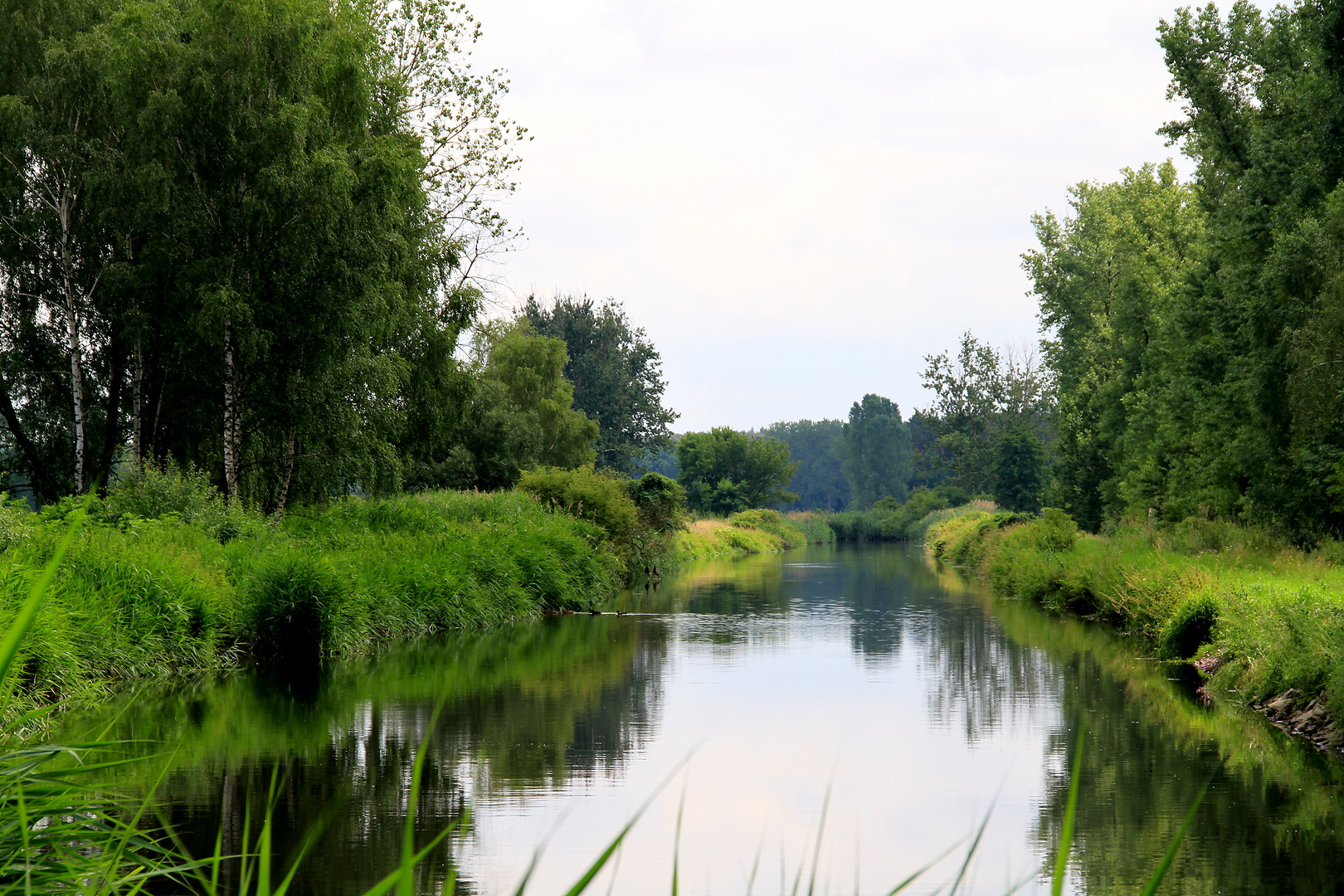

內爾河是波蘭的河流，位於該國中部，流經大波蘭省和羅茲省，該河流屬於瓦爾塔河的右支流，河道全長134公里，流域面積1,866平方公里。